# Alice de Kerchove

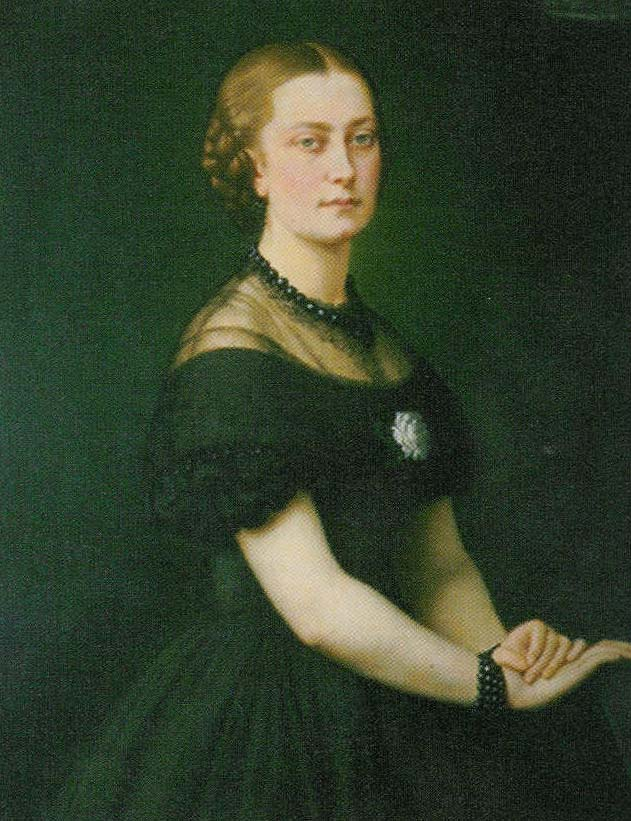
Alice Marie de Kerchove.

Alice Marie de Kerchove (Gent, 8 mei 1838 - Kasteel van Bellem, 3 november 1877) was een Belgische edelvrouw. Ze was de dochter van Frédéric de Kerchove (1805-1880) en Elise Marie de Naeyer (1812-1898). Ze had vijf broers en zussen, onder wie Robert de Kerchove, stichter en eerste abt van de abdij Keizersberg.
Alice Marie huwde op 7 september 1860 met Jacques Albert Bernard Joseph Ghislain d'Udekem d'Acoz (1828-1900) en ze hadden elf kinderen, van wie zes de volwassen leeftijd bereikten. Het laatste werd doodgeboren op de dag dat Alice de Kerchove is overleden. Zij was een van de betovergrootmoeders van koningin Mathilde, de echtgenote van de Belgische koning Filip.

## Kinderen
Het echtpaar d'Udekem - de Kerchove had de volgende kinderen:
- Maximilien (1861-1921) huwde in 1884 Angélique Marie Joséphine Delphine Ghislaine van Eyll (1863-1935) - dochter van Gustave van Eyll (1830-1905) en Marie-Louise Van Goethem (1834-1863).
  - Charles Joseph d'Udekem d'Acoz (1885-1968) huwde in 1933 Susanne van Outryve d'Ydewalle (1898-1983) - dochter van Clément van Outryve d'Ydewalle (1876-1942) en Madeleine Marie Emilie de Thibault de Boesinghe (1876-1931).
    - Patrick d'Udekem d'Acoz huwde in 1971 Anne Marie Komorowska.
      - Prinses Mathilde huwde in 1999 prins Filip van België.
- Marguerite (1862-1864).
- Louise Marie (1864-1966), zij was gehuwd met graaf Erard Louis Désiré Pigault de Beaupré.
- Paul (1865-1952), hij was gehuwd met burggravin Madeleine Désirée Ghislaine de Nieulant et de Pottelsberghe.
- Marie Josèphe (12 mei 1867 - 16 mei 1867).
- Auguste Luc (27 augustus 1868 - 31 augustus 1868).
- Henri Marie Joseph (1870-1915). Hij was gehuwd met Cécile Marie Joséphine Victorine van Outryve d'Ydewalle. Hij woonde op het kasteel van Ruddervoorde en de moord op hem werd uitvoerig besproken in het werk van Alfons Ryserhove (De moorden van Beernem / Dossier / Proces), waarop de Eén-reeks De Bossen van Vlaanderen gebaseerd werd. De werken van Ryserhove behandelen het dramatische relaas vanaf het begin van de Eerste Wereldoorlog en het interbellum in de streek van Beernem en waarbij bleek dat Henri later werd teruggevonden en men vermoedde dat hij levend was begraven, na een schot in de rug.
- Madeleine (11 april 1872 - 5 mei 1872).
- François (1873-1963), hij was gehuwd met Madeleine Ida Constance Ghislaine Verhaeghe de Naeyer.
- Jacques (1876-1967), hij was gehuwd met Julia Eugénie Lefèvre Mansard de Sagonne.
- doodgeboren zoon op 3 november 1877.

Alice overleed op 3 november 1877 bij de geboorte van haar doodgeboren kind. Eén dag vroeger, op 2 november, was de broer van Alice, Paul-Emile, overleden op 38-jarige leeftijd.